# 新竹內天后宮
24°48′03″N 120°57′43″E / 24.800750°N 120.962042°E
新竹內天后宮，是位於臺灣新竹市北區興南里的媽祖廟，相對於民間設立、信徒為閩南人為主的新竹長和宮，此廟為官立、信徒以客家人為主，為清領竹塹官祀四大廟之一。

## 沿革

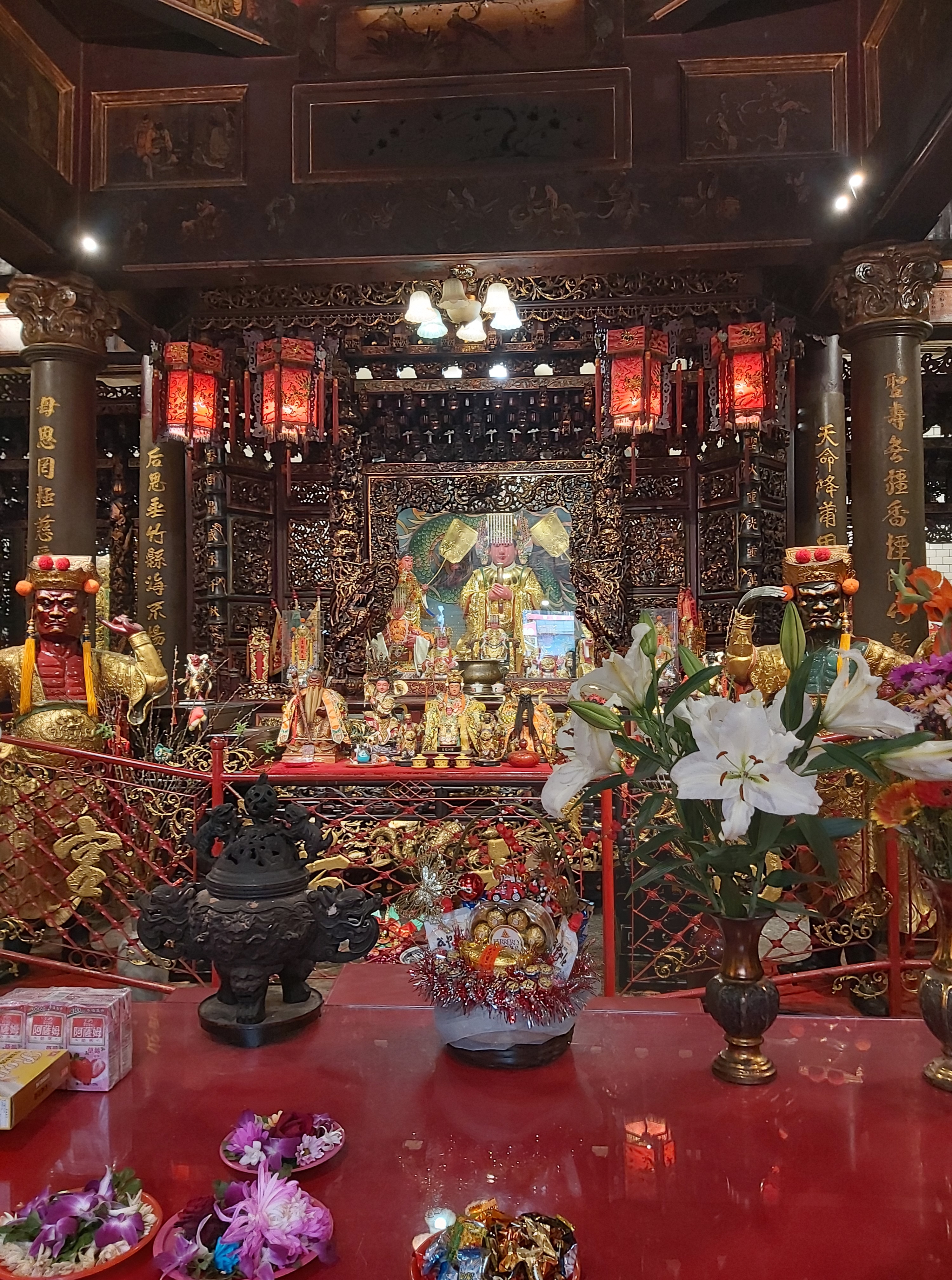
正殿天上聖母

清治時期，竹塹城社會形態以閩南人從商、客家人務農為主。乾隆時，閩南人會祭拜在北門外的新竹長和宮，對當時散居新竹東、西、南方山區客家人來講，往來參拜不甚方便，加上閩客械鬥兩族相處不甚和諧，因此乾隆十三年（1748年），官方在竹塹城西門興建了官立的媽祖廟－新竹內天后宮。
乾隆時代的竹塹城地圖，城內就標明新竹都城隍廟、此媽祖宮這兩廟。在地人慣稱「內媽祖」，以便和城外、北門街上的長和宮「外媽祖」區隔
。類似因閩客族群矛盾而由政府另建的媽祖廟有合港田寮永貞宮。
《淡水廳志》卷六．典禮志：
|  | 天后宮，一在廳治西門內，乾隆十三年，同知陳玉友建。四十二年，同知王右弼修。五十七年，袁秉義捐修。據袁秉義碑記云：廟僧稱為陳護協所建，王司馬修之。創始何年弗可考。久集都人士，謀節俸倡修，凡費番鏹三千有奇。襄厥成者，守戎盧植，二尹陳聖增。分司章汝奎，董事邵起彪。道光八年，李慎彝重修。同治九年，官紳復重修。 |

新竹內天后宮原位在今新竹市中央里的西安街，後日本人以拓寬馬路為由，就將當時位在馬路中央的廟身拆除。其媽祖神像有移至長和宮、香山天后宮、或中央里里民輪奉。
戰後廟方暫時以日本人留下的竹壽寺重建，後遷於現址，1962年重建，廟址為西門街184號，位於興南里，管理為客家人士擔任。
因過去未辦理寺廟登記，導致廟地被政府收歸為國有地。1955年8月17日，內天后宮管理人許清炎向新竹縣長陳情，控告廟地被新竹市民代表吳萬傑侵佔二十公尺長、一公尺寬的地皮。廟方後來花一千一百多萬元，購買廟埕右前方空地，1997年間成立財團法人，請求政府贈與原廟地，2002年3月獲行政院來文同意贈地。
新竹市文化局將此廟列為九十六年度古蹟歷史建築及聚落保存維護工作計畫對象，將協助向文建會分別爭取古蹟整修、調查經費。

## 祭祀
農曆三月廿三日為聖誕日。農曆七月初八舉行中元普渡，並舉行大閹雞、大鵝與大火雞競賽。
至於中央里內的西門市場及中央商場為主的信眾，則會在農曆三月廿三日、及農曆九月十五日，以擲茭杯選爐主供奉神像半年 。

## 脚注
1. ↑  竹壽寺位在南門一帶，即現址新竹市武昌街55之1號，和現今內天后宮位置不符。

## 外部連結
- 新竹內天后宮的Facebook專頁